# Tony Parker
William Anthony "Tony" Parker, Jr. (sinh ngày 17 tháng 5 năm 1982) là một cựu vận động viên bóng rổ chuyên nghiệp người Pháp và là chủ sở hữu phần lớn của đội bóng ASVEL Basket thi đấu ở giải LNB Pro A.
Là con trai của một vận động viên bóng rổ chuyên nghiệp, Parker chơi hai năm cho đội Paris Basket Racing trong Giải Bóng rổ Pháp trước khi bước vào NBA năm 2001. Anh được chọn bởi San Antonio Spurs ở lượt thứ 28 trong kỳ NBA draft năm 2001. Anh chơi ở vị trí hậu vệ dẫn bóng và nhanh chóng trở thành người có tầm quan trọng của đội bóng, giúp Spurs giành được 4 chức vô địch NBA trong các năm 2003, 2005, 2007 và 2014. Với chiều cao và tốc độ của mình, Parker có hiệu suất ghi điểm tuyệt vời, Parker được tham gia trận đấu Các ngôi sao NBA, Đội hình tiêu biểu NBA và một đội All-NBA thứ ba. Năm 2007, anh giành Giải thưởng Bill Russell NBA. Anh cũng đã chơi cho ASVEL Basket ở Pháp khi giải NBA 2011 không hoạt động, và kết thúc sự nghiệp thi đấu của mình sau một mùa giải với Charlotte Hornets. Anh đã nghỉ hưu với tư cách là cầu thủ ghi điểm nhiều thứ chín và người chuyền bóng nhiều thứ năm trong lịch sử NBA playoffs (vòng đấu loại trực tiếp của NBA).
Parker giúp đôi tuyển bóng rổ Pháp giành Giải vô địch Bóng rổ châu Âu 2013 sau khi Pháp giành chiến thắng trước Litva (80-66) trong trận chung kết. Anh cũng là vận động viên chơi ở vị trí bảo vệ rổ ghi bàn hàng đầu tại giải đấu với trung bình 19 điểm mỗi trận.
Parker cũng là một nghệ sĩ âm nhạc với album âm nhạc TP (album Tony Parker) riêng của mình. Anh đã kết hôn với nữ diễn viên Eva Longoria vào ngày 7 tháng 7 năm 2007. Tháng 11 năm 2010, sau quãng thời gian chung sống, họ đã li dị.